# Ortalis superciliaris
Ortalis superciliaris là một loài chim trong họ Cracidae.